# Crisi dei tre governatori

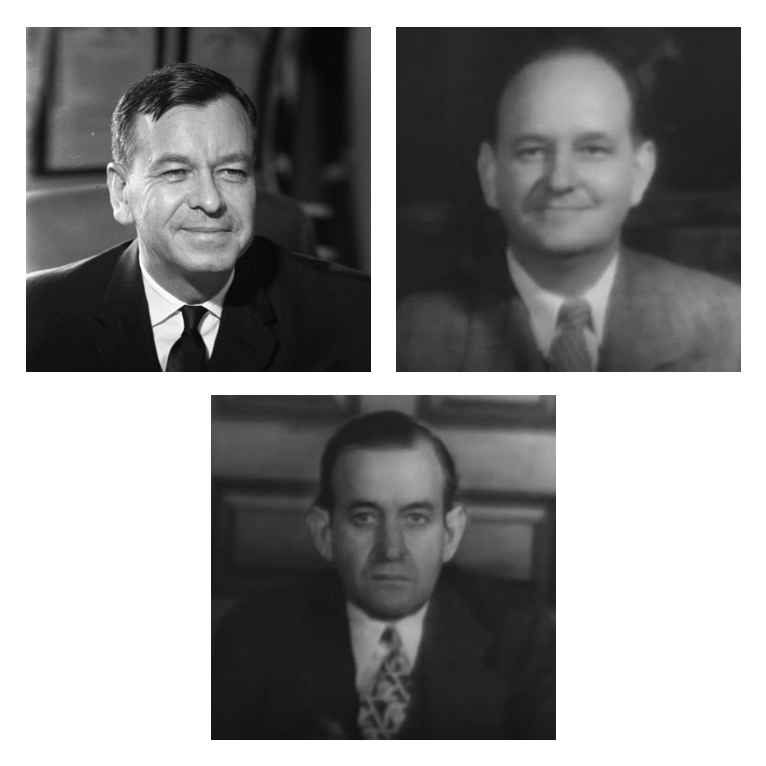
I tre governatori che causarono la crisi: Herman Talmadge (sinistra), Ellis Arnall (destra) e Melvin E. Thompson (in basso)

La crisi dei tre governatori (in inglese Three governors controversy) scoppiò nel dicembre 1946 nello Stato nordamericano della Georgia, allorché il governatore eletto Eugene Talmadge, che aveva vinto le elezioni locali appena tenutesi, morì improvvisamente prima di potersi insediare. La costituzione statale, da poco revisionata, presentava un vuoto normativo, e non indicava con chiarezza il metodo di successione in caso di decesso di un governatore eletto che non avesse ancora preso ufficialmente il potere. Per succedere a Talmadge si fecero avanti tre uomini: suo figlio Herman, candidato più votato alle elezioni dopo di lui e favorito per la nomina, poi il governatore uscente Ellis Arnall e il vicegovernatore eletto Melvin E. Thompson, ognuno forte dei propri argomenti.
Il degenerare degli avvenimenti fu il culmine delle polemiche legate alla figura di Eugene Talmadge, che tra gli anni 1930 e 1940 era stato uno dei politici americani più controversi. La conseguente crisi amministrativa spaccò la società georgiana e paralizzò lo Stato per più di due mesi, durante i quali ognuna delle fazioni commise numerose scorrettezze. Dopo settimane di stallo la situazione fu risolta per vie legali: nonostante l'Assemblea generale della Georgia avesse dichiarato Herman Talmadge legittimo governatore, nel marzo 1947 la Corte suprema georgiana dichiarò illegittimo il suo governo in favore di quello di Thompson, che divenne allora il governatore ufficiale. Fissata una tornata elettorale speciale per il 1948 per risolvere una volta per tutte la lotta di potere interna al Partito Democratico georgiano, Herman Talmadge sconfisse Thompson e fu ufficialmente eletto governatore, esercitando il potere fino al 1955. La crisi segnò il trionfo di Talmadge e dei suoi affiliati, per la maggior parte suprematisti bianchi sostenitori della segregazione razziale, che dominarono la Georgia per i decenni successivi.

## Origini della crisi

### Eugene Talmadge, un politico controverso

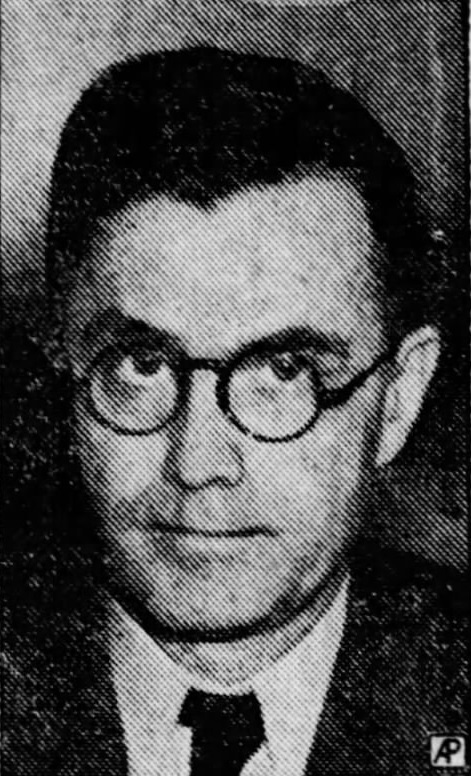
Eugene Talmadge, governatore della Georgia dal 1933 al 1937 e dal 1941 al 1943

Tra gli anni 1920 e gli anni 1940 si svolse la carriera politica di Eugene Talmadge, uno dei politici statunitensi più discussi della prima metà del XX secolo. Dopo un inizio come consigliere locale, nel 1926 fu eletto Commissario all'Agricoltura della Georgia, carica che detenne fino al 1933 e che sfruttò per salire alla ribalta nella politica georgiana. Sfruttando il Market Bulletin, giornale del Dipartimento all'Agricoltura della Georgia, grazie ai suoi articoli di stampo demagogico Talmadge riuscì ad accattivarsi le simpatie degli agricoltori e degli abitanti della Georgia rurale, zona rimasta economicamente depressa dopo la guerra civile e ulteriormente impoverita dalla grande depressione. Già all'epoca Talmadge si fece nomea di uomo politico ambiguo, opportunista e spregiudicato, venendo anche accusato di corruzione e malversazione durante il suo mandato da commissario.
Nonostante tutto, nel 1932 l'annuncio che il governatore della Georgia Richard B. Russell non si sarebbe ricandidato spinse Eugene Talmadge a tentare la scalata al potere statale. Forte dei voti della Georgia rurale, Talmadge fu eletto con ampio margine e governò la Georgia una prima volta fino al 1937. Ricorrendo anche a forzature e metodi autoritari, Talmadge implementò una politica di riduzione forzosa dei prezzi per contrastare gli effetti della grande depressione, e tentò anche di abolire il limite di due mandati biennali consecutivi che imponeva la costituzione georgiana nei confronti del governatore. Il fallimento del suo tentativo di revisione costituzionale e l'opposizione fatta al presidente Franklin Delano Roosevelt e al suo New Deal fecero sì che Talmadge non si potesse ricandidare alle elezioni del 1936, segnando una prima battuta d'arresto nella sua controversa carriera politica.

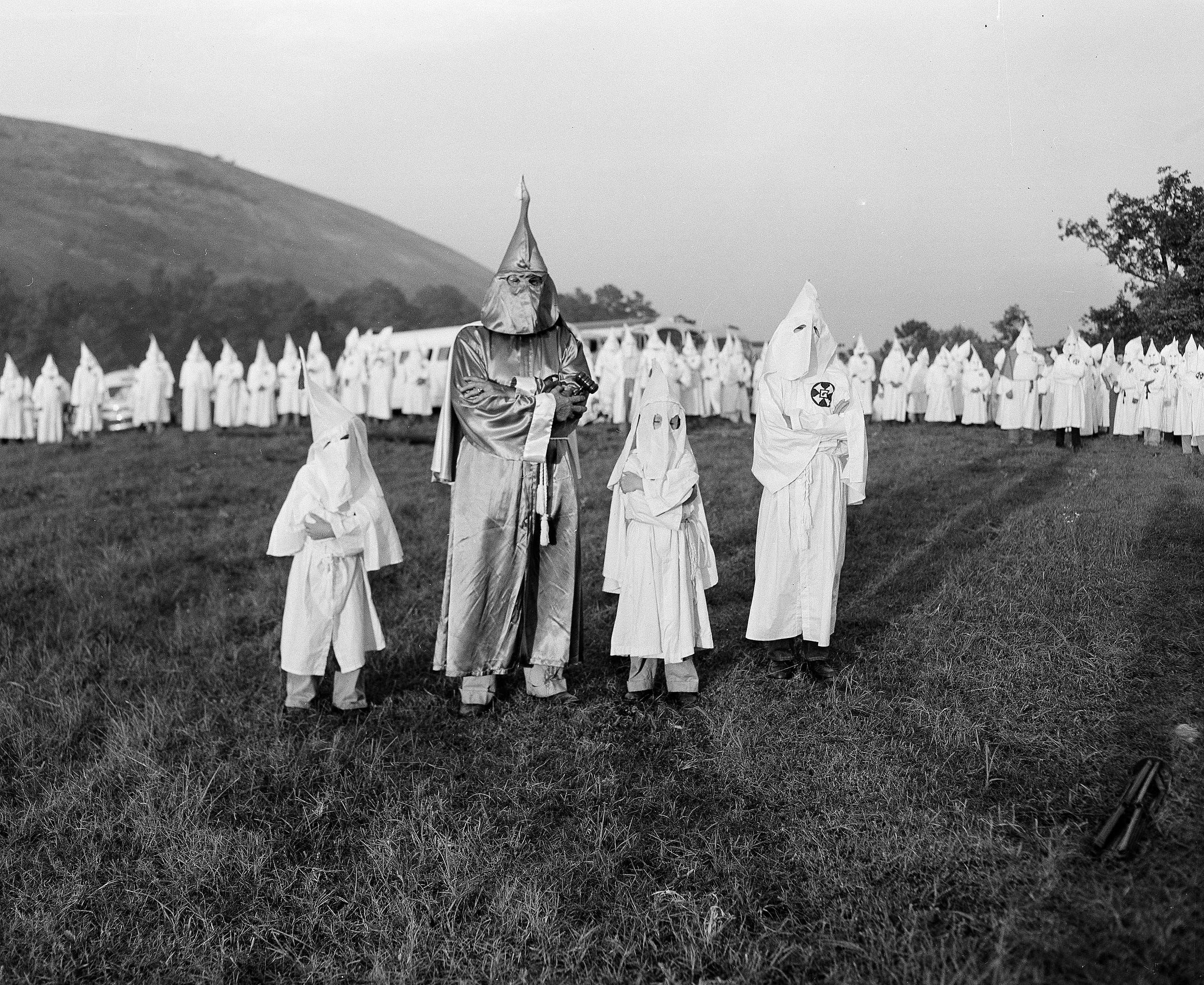
Un raduno del Ku Klux Klan del 1948 a Stone Mountain in Georgia, Stato dove nel periodo l'organizzazione era particolarmente forte

Dopo alcuni anni senza incarichi politici, Talmadge si rese conto della rapida ascesa del Ku Klux Klan nella politica georgiana e in generale sudista, e opportunisticamente la sostenne, ottenendo l'appoggio dell'organizzazione suprematista per le elezioni del 1940, che vinse con ampio margine tornando quindi governatore. Condizionato dal sostegno del Ku Klux Klan, Talmadge diede una svolta fortemente razzista alla sua agenda politica, cercando di introdurre una rigorosa segregazione razziale all'interno della Georgia nei confronti degli afroamericani. Ciò lo portò a scontrarsi aspramente con le frange più liberali della politica georgiana, segnatamente col mondo universitario. I tentativi di Talmadge di implementare la segregazione all'interno delle università della Georgia fecero scoppiare l'affare Cocking: imponendo la propria autorità, il governatore ottenne il licenziamento pretestuoso dei decani e di tutti i professori che si opponevano alle leggi razziali e segregò quindi le università, ma ciò portò ad ampio scredito nel mondo accademico, a vaste proteste da parte degli studenti e alla revoca delle credenziali degli atenei georgiani da parte degli organi nazionali di controllo. Viste le disastrose conseguenze, anche l'opinione pubblica statale cominciò a non sostenere più Talmadge, considerato ormai troppo appiattito sulla volontà dei suprematisti. La campagna elettorale del 1942 fu quindi estremamente accesa, e il liberale Ellis Arnall, procuratore generale della Georgia, si mise a capo degli oppositori del governatore, riuscendo infine a sconfiggerlo.
Talmadge, benché sconfitto, esternò la volontà di ricandidarsi e sfidare Arnall e i liberali alla successiva tornata elettorale. Inizialmente prevista per il 1944, l'elezione venne rimandata al 1946 in quanto Arnall emendò la costituzione georgiana allungando il mandato governatoriale a quattro anni e abolendo la possibilità di servire per due mandati consecutivi. Venne anche approvata l'abolizione dell'onerosa tassa statale applicata agli elettori che avessero voluto votare; fino ad allora afroamericani e bianchi poveri erano quindi stati esclusi dalle consultazioni, ma tale riforma rese il bacino elettorale assai più ampio e dall'orientamento incerto. Nel 1946 il clima politico in Georgia era dunque infuocato, e l'opinione pubblica era polarizzata nei confronti della figura di Eugene Talmadge, dividendosi in due fazioni, una di ardenti sostenitori e un'altra di feroci oppositori dell'ex-governatore; proprio questa polarizzazione estrema sarebbe stata uno dei fattori scatenanti della successiva crisi.

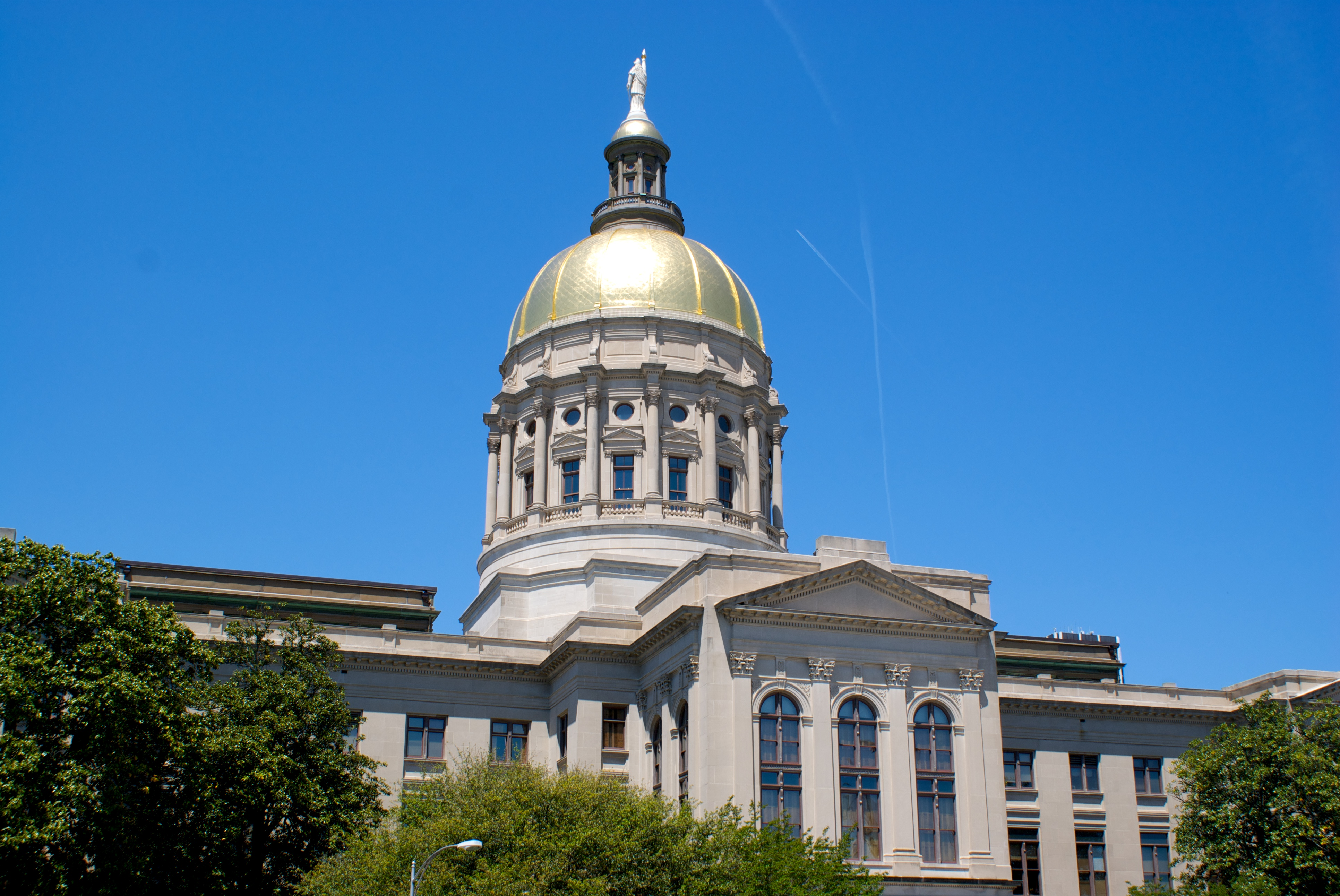
Il Campidoglio di Atlanta, dove si svolsero buona parte degli eventi della crisi

### Una situazione politica confusa
Tradizionalmente in Georgia, in caso di morte o dimissioni del governatore in carica, gli subentrava il presidente del Senato statale e, nelle occasioni in cui ciò si verificò, il passaggio avvenne senza incidenti. Nel 1945 tuttavia, per adeguarsi al resto degli Stati americani, anche la Georgia creò la carica di vicegovernatore, ruolo ricoperto per la prima volta l'anno successivo da Melvin E. Thompson, un oppositore di Talmadge uscito vincitore dalle elezioni vicegovernatoriali (indipendenti da quelle governatoriali). Tuttavia in molti contestavano quest'iniziativa, ritenendola incostituzionale. In particolare, nonostante la creazione della carica e il relativo adeguamento delle leggi vigenti, ci si rese conto di un vuoto normativo all'interno della costituzione georgiana, che non stabiliva l'ordine di successione in caso di morte di un governatore eletto non ancora entrato in carica.

I risultati delle primarie democratiche in Georgia nel 1946: il blocco di voti delle contee rurali permise a Eugene Talmadge (blu) di surclassare gli altri candidati, James V. Carmichael (ocra) e l'ex-governatore Eurith D. Rivers (fucsia)

Nel 1946 le elezioni primarie del Partito Democratico georgiano, di fatto determinanti per l'assegnazione della carica governatoriale, furono particolarmente contestate: fino ad allora il partito aveva riservato l'elezione solamente ai bianchi, escludendo quindi gli afroamericani, ma una delibera della Corte suprema degli Stati Uniti d'America aveva dichiarato illegale questa pratica, invalidando di fatto i risultati di tutte le precedenti consultazioni. Mentre Arnall avallò il verdetto, Talmadge invece lo denunciò e riaffermò la sua adesione al suprematismo bianco, riproponendo l'implementazione e il rafforzamento della segregazione razziale in vista dell'imminente campagna elettorale. Le primarie democratiche del 1946 si svolsero quindi in un clima rovente: da una parte Talmadge guidava i simpatizzanti del Ku Klux Klan e gli ultraconservatori, mentre dall'altra, non potendosi Arnall ricandidare, i liberali gli opponevano James V. Carmichael; gli afroamericani, pur vittime di intimidazioni e in alcuni casi di omicidi, poterono comunque in larga parte votare. In generale vi fu una massiccia mobilitazione per scardinare le "macchine politiche" (paragonabili a sistemi clientelari) che da decenni consentivano a pochi individui come Eugene Talmadge e i suoi affiliati di dominare la politica georgiana. Il voto popolare fu vinto da Carmichael, ma il sistema elettorale georgiano, simile a quello nazionale per l'elezione del presidente, favoriva la rappresentazione delle contee rurali, che potevano eleggere un maggior numero di delegati, i quali supportarono in larga parte Talmadge, conferendogli così la nomina del partito.
Talmadge tuttavia, nonostante il successo elettorale, era già ultrasessantenne e debilitato dalla cirrosi epatica causata dal suo eccessivo consumo di whisky, così come da una dieta fortemente irregolare. In precarie condizioni di salute e per sua stessa ammissione provato dalla durezza della campagna, una sua morte prima dell'assunzione della carica era ritenuta, se non probabile, quantomeno possibile dai suoi più stretti collaboratori, gli unici al corrente del suo reale deterioramento fisico. Per provare a rimettersi, Talmadge trascorse quasi tutta l'estate del 1946 in soggiorni curativi in Wyoming, Messico e varie località di mare statunitensi, ma già in ottobre la sua salute peggiorò sensibilmente e fu ricoverato a Jacksonville. L'Assemblea generale della Georgia, allora saldamente in mano alla fazione di Talmadge, temendo l'ascesa del rivale Thompson deliberò che, in caso di morte del governatore eletto, sarebbe stato designato suo successore il candidato alle elezioni che avesse ricevuto più voti dopo di lui. Il provvedimento, ritenuto illegittimo dagli oppositori di Talmadge, segnatamente per la creazione della carica di vicegovernatore che in teoria avrebbe dovuto ovviare alla problematica, causò molto malcontento e sarebbe stato uno dei fattori scatenanti della crisi.

### La morte di Eugene Talmadge
Alle elezioni governatoriali del novembre 1946 Eugene Talmadge, vittorioso alle primarie del Partito Democratico, data l'inesistenza del Partito Repubblicano in Georgia, aveva trionfato praticamente incontrastato avviandosi a diventare, per la terza volta, governatore. Temendo che potesse passare a miglior vita prima dell'insediamento, un numero consistente di elettori aveva comunque strategicamente dato il proprio voto a suo figlio Herman Talmadge, veterano della seconda guerra mondiale e aiutante politico del padre, affinché potesse assumere la guida della fazione se fosse capitato qualcosa al genitore. Infatti, proprio come temuto dai suoi sostenitori, la frenetica campagna elettorale fu troppo per il debole fisico di Eugene Talmadge: dimesso dall'ospedale di Jacksonville e rientrato in Georgia, il governatore eletto ebbe un improvviso collasso e si spense il 21 dicembre 1946, appena due settimane prima di entrare in carica.
Nonostante la sconfitta, i liberali erano riusciti ad eleggere alcuni deputati in più degli avversari, lasciando agli ultraconservatori una maggioranza risicata nell'Assemblea statale. Per ottemperare alle delibere della vecchia assemblea a loro favorevoli, venne quindi caldeggiata dai suprematisti la nomina immediata a governatore di Herman Talmadge, forte dei voti ottenuti alle precedenti elezioni proprio in caso di trapasso del padre. Tuttavia sia il governatore uscente Ellis Arnall che il suo vice Thompson, strenui oppositori del defunto, rifiutarono di riconoscergli la vittoria, innescando così la crisi.

Il sigillo della Georgia, il cui uso e possesso fu uno dei tanti aspetti della contesa

## Svolgimento

### I tre governatori
A causa del grado di vaghezza delle leggi georgiane, era impossibile determinare in maniera indubbia chi avrebbe dovuto essere il nuovo governatore. Di seguito sono elencati i tre individui che reclamavano la carica di governatore della Georgia e le loro ragioni:
- Herman Talmadge, figlio del defunto governatore eletto, era il secondo candidato alle elezioni del 1946 per numero di voti ricevuti e, secondo le recenti delibere dell'Assemblea, avrebbe dovuto per questo essere nominato al posto del padre;[20][35]
- Ellis Arnall, il governatore uscente, non poteva ricandidarsi per via del limite di mandati imposto dalla costituzione statale,[N 1][36] ma dichiarò che non avrebbe abbandonato l'incarico finché la Corte suprema dello Stato non si fosse espressa su chi avesse avuto i maggiori diritti alla nomina, forse sperando in un allungamento del proprio mandato fino a nuove elezioni speciali;[20][35]
- Melvin E. Thompson, il nuovo vice governatore, formalmente non era ancora in carica e quindi tecnicamente non avrebbe potuto succedere a Talmadge ma, poiché il suo titolo era stato da poco istituito, proprio per fronteggiare situazioni come quella, sosteneva la necessità della propria successione.[20][35][37][38]

### La nomina di Herman Talmadge
I primi a muoversi furono i sostenitori di Herman Talmadge, che tentarono di manipolare l'Assemblea georgiana perché lo dichiarasse in fretta nuovo governatore; la loro giustificazione era che Melvin Thompson non sarebbe potuto succedere alla massima carica perché non ancora insediato, rappresentando quindi una circostanza non prevista dalla costituzione. A ciò tuttavia si opposero i seguaci del vicegovernatore, che per ritardare il lavoro dell'Assemblea cominciarono a servire in segreto bevande fortemente alcoliche oppure adulterate con sonniferi ai deputati pro-Talmadge, rendendoli così incapaci di votare o anche solo partecipare alle sedute per alcuni giorni.

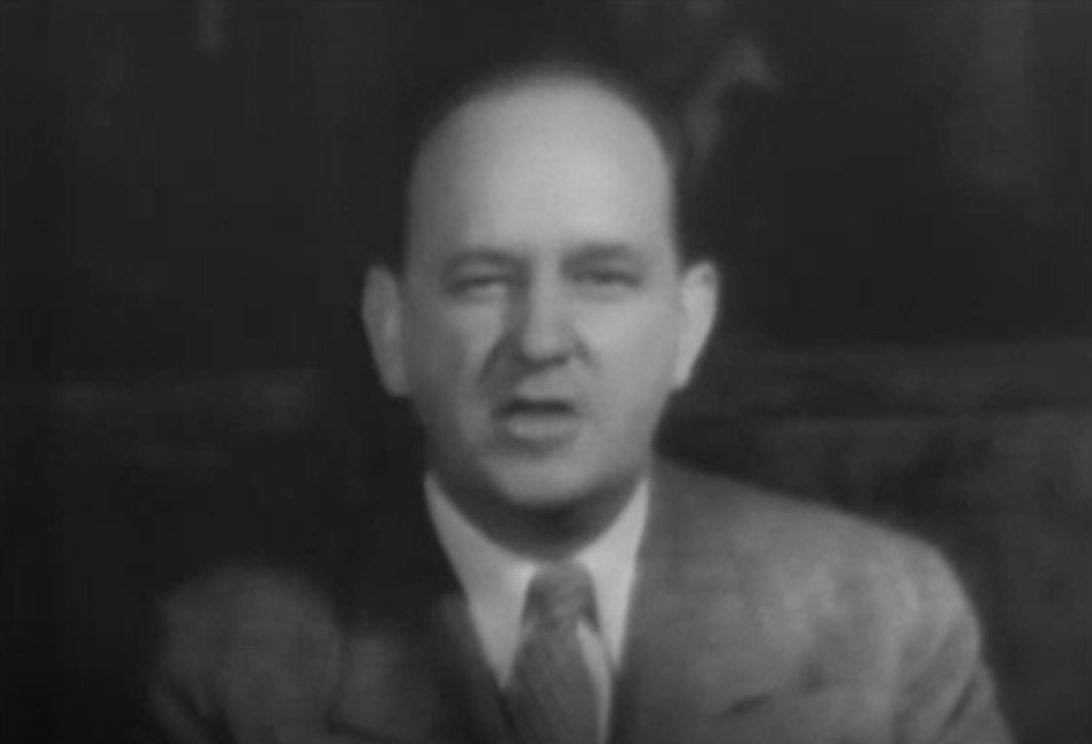
Il governatore Ellis Arnall durante un discorso di denuncia contro Herman Talmadge

Quando tuttavia il sotterfugio fu scoperto e si procedette al conteggio dei voti per determinare il candidato più popolare, si scoprì che Herman Talmadge non era giunto subito dietro il padre, bensì al terzo posto: James V. Carmichael infatti, pur essendosi ritirato dall'elezione, aveva comunque ricevuto un numero consistente di voti in segno di protesta, ottenendone una manciata in più di Herman Talmadge. I suoi seguaci, colti di sorpresa, furono quindi costretti ad aggiornare l'Assemblea per decidere il da farsi e non rischiare che la loro stessa legge gli si ritorcesse contro. Per loro fortuna mancavano ancora dal conteggio alcuni voti della contea di Telfair (luogo di origine dei Talmadge), che furono subito scrutinati, permettendo a Herman Talmadge di raggiungere le preferenze necessarie per arrivare secondo. In realtà è probabile che questi voti fossero falsi e appositamente creati per risolvere l'improvviso svantaggio di Talmadge, poiché a verifiche successive molti risultarono espressi con la stessa grafia e da elettori inesistenti oppure morti, sebbene l'interessato abbia sempre negato di essere ricorso a questi metodi fraudolenti. L'ipotesi di brogli parrebbe avvalorata dal fatto che la fazione di Talmadge si affrettò a contare come validi anche voti non certificati, mentre invece Thompson avrebbe voluto attendere la loro ratifica definitiva prima di procedere alla nomina del nuovo governatore.
Il tragicomico stallo georgiano attirò l'attenzione di tutti gli Stati Uniti d'America. Numerosi inviati di guerra si recarono ad Atlanta per seguire lo svolgersi degli eventi: cedendo al sensazionalismo, si credeva infatti che persino la Guardia Nazionale georgiana, a sua volta divisa tra fazioni pro e anti-Talmadge, si sarebbe data battaglia per le strade della capitale, innescando così una guerra civile interna alla Georgia. Tuttavia durante l'intera crisi non si verificarono mai violenze politiche di rilievo, salvo occasionali tafferugli tra i sostenitori dei vari candidati. Gli eventi furono attentamente seguiti dai cinegiornali e dalle radio dell'epoca, che li raccontarono al resto del Paese in maniera ironica.
Herman Talmadge, riconosciuto da un voto dell'Assemblea e da una parte della Guardia Nazionale, giurò infine come nuovo governatore alle ore 2 di notte del 15 gennaio 1947, anche se Arnall e i suoi uomini per alcune ore resistettero dentro gli uffici del Campidoglio di Atlanta opponendosi a qualsiasi tentativo di ingresso. In molti non riconobbero come valido il suo giuramento, segnatamente Ellis Arnall, che definiva il rivale "un pretendente e un usurpatore" in quanto non era previsto che fosse l'Assemblea a nominare il nuovo governatore, compiendo così una violazione della procedura istituzionale.

### La Georgia nel caos

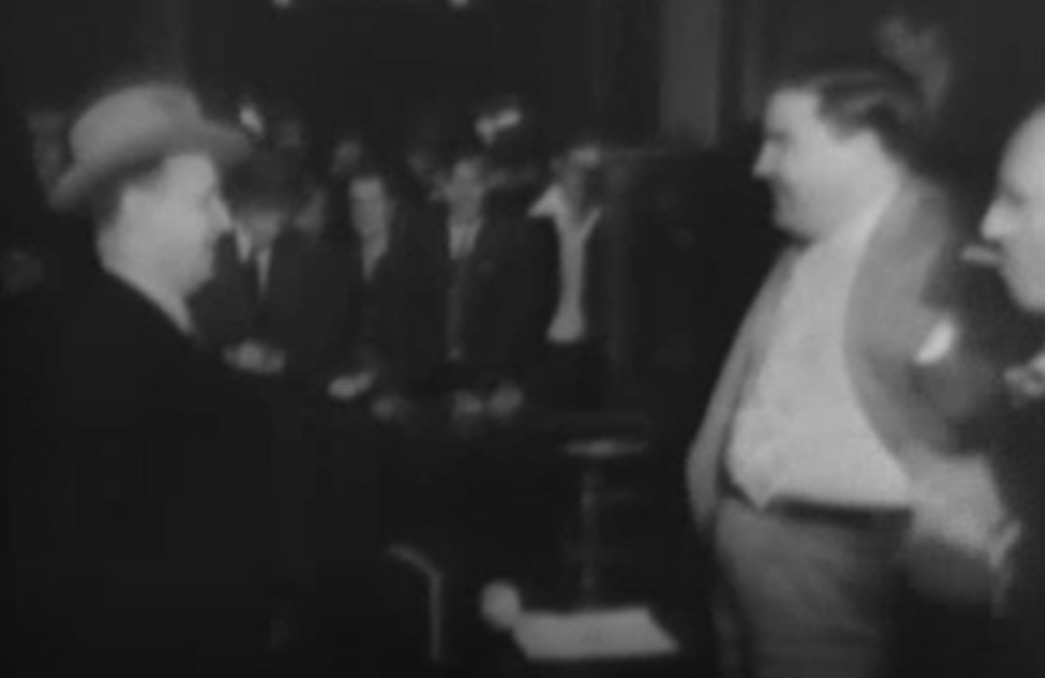
Ellis Arnall (sinistra) si vede rifiutare l'ingresso nell'ufficio del governatore da un deputato pro-Talmadge

Dopo che Arnall ebbe lasciato il suo ufficio, Herman Talmadge riuscì a prenderne possesso, ordinando all'aiutante generale della Guardia nazionale georgiana Marvin Griffin (a sua volta futuro governatore) di cambiarne tutte le serrature. Il giorno successivo Arnall tornò, ma l'accesso gli fu negato in quanto ormai "privato cittadino". Furioso, l'esautorato governatore non si diede inizialmente per vinto e s'insediò allo sportello informazioni del palazzo, dove tuttavia rimase vittima di burle e angherie da parte dei seguaci di Talmadge, come ad esempio lanci di petardi. Dopo aver cambiato più volte stanza nei giorni successivi, Arnall infine si rassegnò al fatto di non avere più alcun potere. Dopo che gli fu impedito di tornare nel punto informazioni, l'ormai ex-governatore diede le dimissioni in favore di Thompson il successivo 18 gennaio.
Nonostante la rinuncia di uno dei tre contendenti, la situazione rimaneva difficile e l'amministrazione statale era del tutto paralizzata, poiché i veti incrociati tra i vari funzionari favorevoli ora a Talmadge ora a Thompson e le nomine multiple alle stesse posizioni impedivano di fatto l'effettivo funzionamento del governo. Sia Talmadge sia Thompson parevano determinati a non fare un passo indietro, rendendo quindi l'esito della crisi assai incerto. Il Tesoriere della Georgia congelò i fondi statali, mentre il segretario di Stato georgiano Benjamin W. Forston, mantenutosi fino ad allora neutrale, non sapendo a chi dover rispondere rubò il sigillo governatoriale per impedirne un uso fraudolento. Sfruttando la propria disabilità, lo nascose nella sua sedia a rotelle e vi rimase seduto sopra per tutto il resto della crisi, rendendo quindi impossibile a qualunque dei due "governatori" l'approvazione di atti e documenti senza di esso.

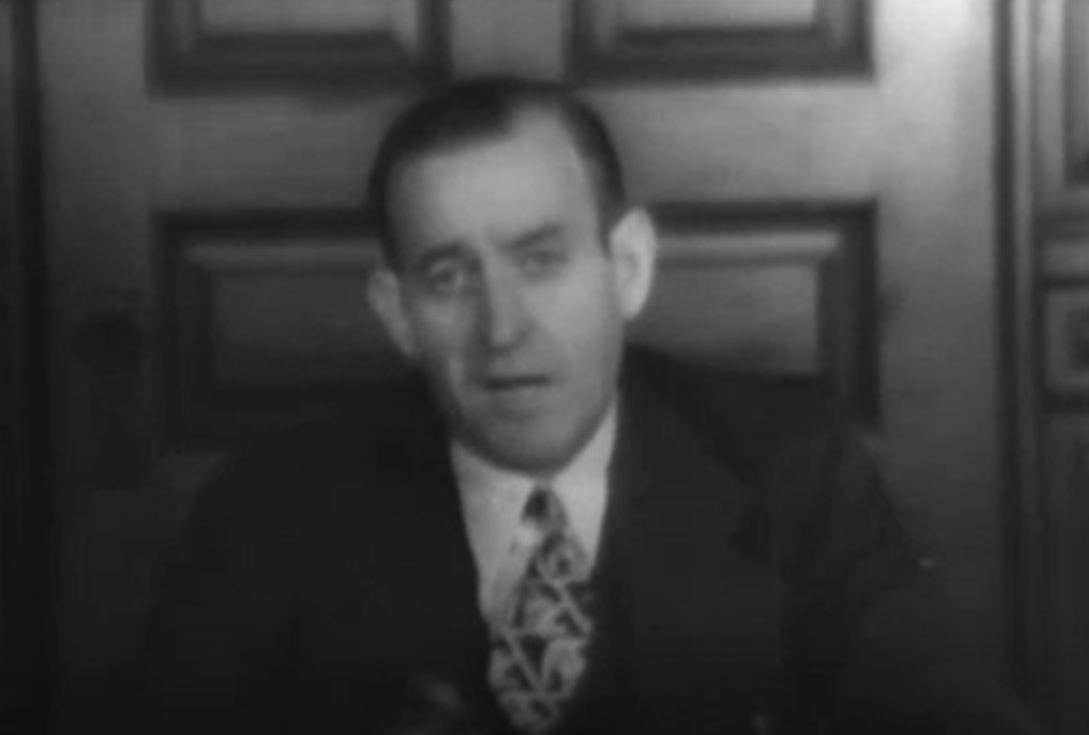
Melvin E. Thompson durante una riunione al Campidoglio nel mezzo della crisi

### Fine della crisi
Inizialmente si pensò di indire un'elezione speciale che vedesse al ballottaggio Talmadge e Thompson. La soluzione era supportata da Talmadge, conscio di avere un maggior sostegno popolare rispetto a Thompson e sicuro quindi di sconfiggerlo, tuttavia quest'ultimo rifiutò tale proposta e ricorse alla Corte Suprema della Georgia, che si pronunciò infine in suo favore il 19 marzo successivo. La corte stabilì che l'Assemblea avrebbe dovuto dichiarare governatore Eugene Talmadge nonostante la sua morte, che il vicegovernatore eletto equivaleva a uno in carica e che quindi la nomina di Herman Talmadge era stata illegittima, disponendo la sua rimozione e la sostituzione con Thompson, ma anche un'elezione speciale da tenersi nel successivo 1948.
Sorprendentemente Talmadge si sottomise subito al volere della corte, permettendo a Thompson di divenire a tutti gli effetti governatore senza minimamente contestare le delibere della Corte Suprema. Nelle elezioni dell'anno successivo tuttavia, proprio come aveva previsto, riuscì a vincere e a essere nominato, stavolta senza opposizione, nuovo governatore della Georgia (assai aiutato dalla campagna di intimidazione che il Ku Klux Klan condusse nei confronti degli afroamericani per scoraggiarli dal votare).

## Conseguenze
Herman Talmadge si dimostrò il vero vincitore della crisi: raggiunta un'enorme popolarità, il suo governo durò fino al 1955 e la sua fazione dominò il Partito Democratico georgiano per molti anni a venire. Talmadge, a sua volta suprematista intransigente, favorì il mantenimento delle diseguaglianze in Georgia per lungo tempo, appoggiando anche il partito ultraconservatore dei Dixiecrat negli anni successivi. Sia Ellis Arnall che Melvin Thompson invece non ricoprirono altri incarichi politici dopo la fine della crisi dei tre governatori, e la fazione anti-Talmadge presto si disgregò.
La Georgia, che già godeva di ben poco prestigio a livello nazionale in seguito agli scandali causati da Eugene Talmadge, andò incontro a una notevole ondata di ridicolo per la sua grottesca crisi costituzionale, che ne macchiò la reputazione assieme all'implementazione della segregazione razziale. Le elezioni del 1946 e la crisi dei tre governatori videro per la prima volta nel XX secolo l'attivo coinvolgimento dell'elettorato afroamericano in un'elezione del Profondo Sud, mettendo in risalto le discriminazioni a cui era soggetto e gettando le basi del movimento per i diritti civili degli afroamericani, che di lì a qualche decennio avrebbe portato alla definitiva abolizione della segregazione. La crisi rappresentò anche lo scontro decisivo a livello statale tra suprematisti e liberali; la vittoria dei primi assicurò loro il controllo della politica statale per almeno i successivi vent'anni.

### Annotazioni
1. 1 2  Tradizionalmente il mandato governatoriale in Georgia durava due anni, con la possibilità di servirne solamente due consecutivi e di essere rieletti successivamente; l'emendamento di Arnall aveva aumentato la durata del mandato a quattro anni, vietando tuttavia l'immediata rielezione del governatore in carica. Tale situazione sarebbe perdurata fino al 1977, quando i mandati consecutivi effettuabili furono riportati a due. Cfr. (EN) Scott E. Buchanan, Governor, su georgiaencyclopedia.org, 26 marzo 2005.

### Riferimenti
1. ↑  Bullock, Buchanan e Gaddie 2015, pp. 21-27.
2. 1 2 3 4 5 6 7 8  Bullock, Buchanan e Gaddie 2015, p. 3.
3. ↑  Bullock, Buchanan e Gaddie 2015, p. 28.
4. ↑  Bullock, Buchanan e Gaddie 2015, p. 14.
5. 1 2 3 4 5 6 7  (EN) Harold P. Henderson, Eugene Talmadge, su georgiaencyclopedia.org, 25 agosto 2004.
6. 1 2  Bullock, Buchanan e Gaddie 2015, p. 29.
7. 1 2  Crimmins e Farrisee 2007, p. 113.
8. 1 2  Bullock, Buchanan e Gaddie 2015, p. 34.
9. ↑  Bullock, Buchanan e Gaddie 2015, p. 35.
10. ↑  Bullock, Buchanan e Gaddie 2015, p. 40.
11. ↑  Novotny 2007, p. 46.
12. ↑  Crimmins e Farrisee 2007, pp. 113-114.
13. ↑  Novotny 2007, pp. 46-74.
14. 1 2 3 4  Crimmins e Farrisee 2007, p. 114.
15. ↑  Novotny 2007, pp. 72-108.
16. ↑  Bullock, Buchanan e Gaddie 2015, p. 45.
17. ↑  Novotny 2007, p. 109.
18. ↑  Bullock, Buchanan e Gaddie 2015, p. 15.
19. 1 2 3 4 5 6 7 8 9 10 11 12 13 14 15 16 17 18 19 20 21 22 23 24 25 26 27 28 29 30 31  (EN) Scott E. Buchanan, Georgia's Three Governor Controversy, su facstaff.colstate.edu. URL consultato il 13 aprile 2023 (archiviato dall'url originale il 7 dicembre 2006).
20. 1 2 3 4 5 6 7 8 9 10 11 12 13 14 15 16 17 18 19 20 21 22 23 24 25 26 27 28 29  (EN) Scott E. Buchanan, Three Governors Controversy, su georgiaencyclopedia.org, 12 agosto 2002.
21. 1 2  Novotny 2007, p. 128.
22. 1 2 3  Brooks 2004, p. 7.
23. ↑  Crimmins e Farrisee 2007, p. 116.
24. ↑  Novotny 2007, pp. 129-130.
25. ↑  Novotny 2007, pp. 157-202.
26. ↑  Bullock, Buchanan e Gaddie 2015, pp. 9-10.
27. ↑  Brooks 2004, p. 6.
28. ↑  Novotny 2007, p. 130.
29. 1 2 3 4 5  Bullock, Buchanan e Gaddie 2015, p. 4.
30. 1 2 3  Brooks 2004, p. 139.
31. 1 2 3  Brooks 2004, p. 8.
32. 1 2 3  Novotny 2007, p. 227.
33. ↑  Herlihy 1947, min. 3:10-3:15.
34. 1 2 3 4 5  Brooks 2004, p. 141.
35. 1 2 3 4  Crimmins e Farrisee 2007, p. 118.
36. ↑  Herlihy 1947, min. 3:18-3:22.
37. 1 2  Herlihy 1947, min. 5:55-6:11.
38. ↑  Novotny 2007, p. 228.
39. 1 2 3  Novotny 2007, pp. 232-233.
40. 1 2 3 4 5  Crimmins e Farrisee 2007, p. 119.
41. ↑  Novotny 2007, p. 233.
42. ↑  Herlihy 1947.
43. ↑  Novotny 2007, pp. 233-234.
44. ↑  Herlihy 1947, min. 4:16-4:54.
45. 1 2  Novotny 2007, p. 237.
46. ↑  Herlihy 1947, min. 3:15-3:27.
47. 1 2 3  Crimmins e Farrisee 2007, p. 120.
48. ↑  Herlihy 1947, min. 3:28-3:39.
49. ↑  Herlihy 1947, min. 4:06-4:15.
50. ↑  Herlihy 1947, min. 5:26-5:46.
51. ↑  Herlihy 1947, min. 3:40-4:05.
52. ↑  Crimmins e Farrissee 2007, p. 122.
53. 1 2  (EN) Corte Suprema dello Stato della Georgia, Thompson v. Talmadge, 19 marzo 1947.
54. ↑  Novotny 2007, pp. 224-226.
55. ↑  Brooks 2004, p. 9.
56. ↑  Novotny 2007, pp. 212-213.
57. ↑  Bullock, Buchanan e Gaddie 2015, p. 5.

### Cinegiornali
- (EN) Ed Herlihy, Governorship Feud Rages in Georgia (3:05-6:10), in Cinegiornale del 20 gennaio 1947.

### Testi
- (EN) Jennifer E. Brooks, Defining the Peace, Chapel Hill e Londra, Università della Carolina del Nord a Chapel Hill, 2004, ISBN 0-8078-2911-0.
- (EN) Charles S. Bullock III, Scott E. Buchanan e Ronald K. Gaddie, The Three Governors Controversy, Athens e Londra, Università della Georgia, 2015, ISBN 978-0-8203-4837-7.
- (EN) Timothy J. Crimmins e Anne H. Farrisee, Democracy Restored, Athens, Università della Georgia, 2007, ISBN 978-0-8203-2911-6.
- (EN) Patrick Novotny, This Georgia Rising, Macon, Mercer University Press, 2007, ISBN 978-0-88146-088-9.

| Controllo di autorità | LCCN (EN) sh2013000305 · J9U (EN, HE) 987007600171205171 |